# Elżbieta Adamiak (teolog)
Elżbieta Adamiak (ur. 7 października 1964 w Poznaniu) – polska teolożka i feministka. Doktor habilitowany teologii (2012).

## Życiorys
Stopień doktora w zakresie nauk teologicznych uzyskała w 1994 na Katolickim Uniwersytecie Lubelskim Jana Pawła II na podstawie napisanej pod kierunkiem Stanisława Celestyna Napiórkowskiego rozprawy Maryja w feministycznej teologii Cathariny Halkes.
Pracowała jako redaktor w Wydawnictwie Księży Marianów (1994) oraz Drukarni i Księgarni Św. Wojciecha (1994-1998). Była wykładowcą Seminarium Duchownym oo. Karmelitów Bosych Prowincji Warszawskiej w Poznaniu (1996-1997 i 2002-2003) oraz Seminarium Duchownym Towarzystwa Chrystusowego dla Polonii Zagranicznej (1997-1998).
Od 1996 była pracownikiem Papieskiego Wydziału Teologicznego w Poznaniu, w tym od 1997 jako adiunkt II Katedrze Teologii Dogmatycznej (Człowiek zbawiony w Kościele). Po włączeniu Wydziału w struktury uniwersyteckie, od 1998 pracowała jako adiunkt na Wydziale Teologicznej Uniwersytetu im Adama Mickiewicza w Poznaniu. Była jednym z redaktorów sześciotomowego wydania Dogmatyki (2005-2007) i autorem Traktatu o Maryi tamże.
W latach 2005–2008 kierowała pracą badawczo-naukową Godzina kobiet? Recepcja nauczania Kościoła rzymskokatolickiego o kobietach w Polsce w latach 1978-2005 w Zakładzie Teologii Dogmatycznej na Wydziale Teologii Uniwersytetu im. Adama Mickiewicza. W latach 2007–2009 uczestniczyła w projekcie „Religions and Values: Central and Eastern European Research Network, realizowanym w 6 Programie Ramowym Komisji Europejskiej. W 2012 otrzymała stopień doktora habilitowanego na podstawie pracy „COMMUNIO SANCTORUM. Zarys ekumenicznie zorientowanej dogmatycznej teologii świętych obcowania"
Jest członkiem Sekcji Dogmatycznej Teologów Polskich, Polskiego Towarzystwa Mariologicznego, Europejskiego Towarzystwa Teologii Katolickiej, Europejskiego Towarzystwa Teologicznego Kobiet i Zespołu Laboratorium Więzi. Współpracuje z Tygodnikiem Powszechnym, w którym publikowała artykuły z cyklu Kobiety w Biblii, opublikowane następnie w dwóch tomach książkowych.
Od 2016 roku jest profesorem teologii fundamentalnej i dogmatycznej w Instytucie Teologii Katolickiej Uniwersytetu w Koblencji-Landau.

## Publikacje
- 2011. COMMUNIO SANCTORUM. Zarys ekumenicznie zorientowanej dogmatycznej teologii świętych obcowania, Wydawnictwo Wydziału Teologicznego UAM
- 2010. Kobiety w Biblii. Nowy Testament. Wydawnictwo Więź. ISBN 83-60356-85-8
- 2006. Traktat o Maryi, w: Dogmatyka. Tom 2 Wydawnictwo Więź.
- 2006. Kobiety w Biblii. Stary Testament. Wydawnictwo Znak. ISBN 83-240-0623-0
- 2003. Mariologia. Wydawnictwo Wydziału Teologicznego UAM. ISBN 83-89361-35-3
- 2001. Nad przepaściami wiary - wywiad rzeka z ks. Wacławem Hryniewiczem OMI rozmawiają Elżbieta Adamiak i Józef Majewski wyd. Znak ISBN 83-240-0044-5[2]
- 1999. Milcząca obecność. Wydawnictwo Więź. ISBN 83-88032-87-9
- 1997. Błogosławiona między niewiastami. Maryja w feministycznej teologii Cathariny Halkes. Wydawnictwo KUL. ISBN 83-228-0541-1